# Ungilak
Ungilak [uŋiˈlak] (nach alter Rechtschreibung Ungilak) ist eine wüst gefallene grönländische Siedlung im Distrikt Paamiut in der Kommuneqarfik Sermersooq.

## Lage
Ungilak befindet sich auf einem kleinen Kap auf derselben Halbinsel wie Paamiut, das neun Kilometer westlich liegt. Vor Ungilak verläuft der Fjord Eqaluit.

## Geschichte
Ungilak war nur kurze Zeit besiedelt und gilt nicht als offizieller Wohnplatz. Zwischen 1940 und 1946 lebten durchschnittlich zwölf Menschen in Ungilak.